# Abdelmajid Lamriss
Abdelmajid Lamriss (Marrakech, Marruecos, 12 de febrero de 1959) es un exfutbolista de Marruecos que jugaba en la posición de defensa.

## Carrera

### Club
| Periodo   | Club                   |
| --------- | ---------------------- |
| 1975-1980 | Mouloudia de Marrakech |
| 1981-1990 | FAR Rabat              |

### Selección nacional
Jugó para Marruecos en 48 ocasiones de 1982 a 1989, participó en la Copa Mundial de Fútbol de 1986, en los Juegos Olímpicos de Los Ángeles 1984, los Juegos Mediterráneos de 1983 y en dos ediciones de la Copa Africana de Naciones.

## Logros

### Club
- Botola (3): 1984, 1987, 1989
- Copa del Trono (3): 1984, 1985, 1986
- Copa Africana de Clubes Campeones (1): 1985

### Selección nacional
- Juegos Mediterráneos (1): 1983